# دنين
دنين قرية سورية تتبع ناحية مركز حماة في منطقة حماة في محافظة حماة. بلغ عدد سكانها 666 نسمة في عام 2004 حسب إحصاء المكتب المركزي للإحصاء.

## وصلات خارجية
- الوحدات الإدارية في محافظة حماة